# Santa Maria a Favore
Santa Maria a Favore è una delle 11 frazioni che costituiscono il comune di Castel San Giorgio, in provincia di Salerno.

## Geografia fisica
Si trova nella parte orientale del territorio comunale e confina con il comune di Mercato San Severino.

## Storia
In passato fu lì rinvenuto un antichissimo tempio dedicato alla dea Cerere. Molto interessante è la Chiesa di Santa Maria a Favore che compare già negli scritti del 1067, prima della riedificazione del 1589. In essa si trova il bellissimo dipinto della Madonna della Misericordia, datato 1599 ed eseguito da Iulius Mariellus. Infine, nel XIX secolo, a Santa Maria a Favore fu costruito in un abnorme stabile che ospitò per alcuni anni un manicomio ed un ospedale civile tra le paure ed i timori degli abitanti che fecero pressione affinché lo stabile cessasse la sua attività. 
A Santa Maria a Favore si trova la sede centrale di un'importantissima impresa di rilievo continentale operante nel settore conserviero.